# برن‌هیزه
برن‌هیزه (به هلندی: Bernheze) یک شهرستان در هلند است که در برابانت شمالی واقع شده‌است. برن‌هیزه ۹ متر بالاتر از سطح دریا واقع شده‌است.